# 延山郡
延山郡（ヨンサンぐん）は、朝鮮民主主義人民共和国黄海北道の北部に位置する郡。

## 地理
東に 新坪郡 、南に遂安郡・燕灘郡、西の方に祥原郡、北に平壌直轄市江東郡・平安南道檜倉郡と接する。
北に彦真山脈があり、境界には南江が流れる。

## 歴史
独立以前には遂安郡公浦面と道所面であった。1952年12月遂安郡の道所面、水口面、延岩面、公浦面、大梧面の6個里、谷山郡西村面の1個里を合併して延山郡を新設した。

### 年表
この節の出典
- 1952年12月 - 郡面里統廃合により、黄海道遂安郡道所面・水口面・延岩面・公浦面および大梧面の一部、谷山郡西村面の一部地域をもって、延山郡を設置。延山郡に以下の邑・里が成立。(1邑17里)
  - 延山邑・大龍里・玉徳里・生金里・新楽里・道峙里・宝石里・大坪里・祥谷里・公浦里・大山里・芳井里・新興里・楡江里・大軍里・松村里・松山里・飯泉里
- 1952年末 - 宝石里が笏洞労働者区に昇格。(1邑1労働者区16里)
- 1953年 (1邑1労働者区17里)
  - 玉徳里の一部が延山邑に編入。
  - 楡江里の一部が分立し、徳岩里が発足。
- 1954年10月 - 黄海道の分割により、黄海北道延山郡となる。(1邑1労働者区17里)
- 1958年 - 新興里が笏洞労働者区・徳岩里に分割編入。(1邑1労働者区16里)
- 1973年 - 祥谷里の一部が延山邑に編入。(1邑1労働者区16里)
- 1974年 (1邑1労働者区14里)
  - 楡江里が大軍里に編入。
  - 徳岩里が笏洞労働者区に編入。
- 1986年 (1邑1労働者区14里)
  - 祥谷里の一部が延山邑に編入。
  - 新楽里の一部が遂安郡遂安邑に編入。
- 1995年11月 - 松山里の一部が平壌直轄市祥原郡銀口里・蘆洞里に分割編入。(1邑1労働者区14里)

## 行政区域
1邑1労働者区14里で構成される。
- 연산읍 (延山邑、ヨンサヌプ)
- 홀동로동자구 (笏洞労動者区、ホルトンノドンジャグ)
- 상곡리 (祥谷里、サンゴンニ)
- 대평리 (大坪里、テピョンニ)
- 도치리 (道峙里、トチリ)
- 신락리 (新楽里、シルランニ)
- 반천리 (飯泉里、パンチョンニ)
- 송산리 (松山里、ソンサンニ)
- 대산리 (大山里、テサンニ)
- 공포리 (公浦里、コンポリ)
- 방정리 (芳井里、パンジョンニ)
- 송촌리 (松村里、ソンチョンニ)
- 대룡리 (大竜里、テリョンニ)
- 옥덕리 (玉徳里、オクトンニ)
- 생금리 (生金里、セングムニ)
- 대군리 (大軍里、テグンニ)